# دوناادیهازا
دوناادْیْهازا (به مجاری:  Dunaegyháza) یک منطقهٔ مسکونی در مجارستان است. دوناادیهازا ۱۰٫۱۲ کیلومتر مربع مساحت و ۱٬۳۸۹ نفر جمعیت دارد.